# Cylindrotoma pallidipes
Cylindrotoma pallidipes är en tvåvingeart som beskrevs av Alexander 1954. Cylindrotoma pallidipes ingår i släktet Cylindrotoma och familjen mellanharkrankar.
Artens utbredningsområde är Myanmar. Inga underarter finns listade i Catalogue of Life.